# أندرو ويلسون (لاعب دوري الرغبي)
أندرو ويلسون (بالإنجليزية: Andrew Wilson)‏ هو لاعب دوري الرغبي بريطاني، ولد في 5 أكتوبر 1963 في ليدز في المملكة المتحدة.